# الومضات الضوئية
الظواهر البصرية للأشعة الكونية، أو الومضات الضوئية (إل إف)، هي ومضات ضوئية تلقائية رصدها بعض رواد الفضاء خارج الغلاف المغناطيسي للأرض، وفي أثناء برنامج أبولو. بينما قد تكون إل إف ناتجةً عن فوتوناتٍ مرئية تستشعرها شبكية العين، يمكن أن ترتبط إل إف المعنية في هذا المقال أيضًا بالوبصات التحركية، أي الإحساس بالضوء الناتج عن تنشيط الخلايا العصبية على طول المسار البصري. 

## الأسباب المحتملة
يعتقد الباحثون أن السبب وراء إل إف، المرصودة بشكل خاص من قبل رواد الفضاء في الفضاء، هو الأشعة الكونية (جسيمات مشحونة عالية الطاقة تأتي من خارج الغلاف الجوي للأرض)، على الرغم من أن الآلية الدقيقة لذلك لا تزال غير معروفة. تشمل الفرضيات إشعاع شيرينكوف الناتج عن مرور جسيمات الأشعة الكونية عبر الجسم الزجاجي لعيون رواد الفضاء، والتفاعل المباشر مع العصب البصري، والتفاعل المباشر مع المراكز البصرية في الدماغ، وتحفيز مستقبلات الشبكية، بالإضافة إلى تفاعل أكثر عموماً بين الشبكية والإشعاع.

## ظروف رؤية الومضات الضوئية
أفاد رواد الفضاء، الذين عادوا مؤخرًا من المهمات الفضائية المتجهة إلى تلسكوب هابل الفضائي ومحطة الفضاء الدولية ومحطة مير الفضائية، برؤية إل إف في ظل ظروف مختلفة. وفقاً لترتيب الظروف من الأكثر إلى الأقل تكراراً، رأى رواد الفضاء إل إف في الظلام، وفي الضوء الخافت، وفي الضوء الساطع، وذكر أحد رواد الفضاء رؤيتها بغض النظر عن مستوى الضوء وتكيف عينه معه. أُفيد برؤية إل إف قبل النوم بشكل أساسي.

## الأنواع
أُبلِغ عن رؤية إل إف بوضوح، في حين أن بعضها الآخر لم تكن كذلك، وبألوان وأشكال مختلفة. اختلف عدد المرات التي شوهد فيها كل نوعٍ اعتماداً على ظروف رؤية رواد الفضاء، كما هو مُوضح في استطلاع شارك فيه 59 رائد فضاء. 

### الألوان
خلال المهمات القمرية، ذكر رواد الفضاء في غالبية الأحيان أن الومضات كانت بيضاء اللون، باستثناء إحدى المرات حين رأى رائد فضاء ضوءًا «أزرق مع خلفية بيضاء، مثل الماس الأزرق». خلال مهمات فضائية أخرى، أفاد رواد الفضاء برؤية ألوان أخرى مثل الأصفر والأخضر الباهت، مع أن ذلك كان نادراً. بدلاً من ذلك، ذكر آخرون أن الومضات كانت صفراء في الغالب، في حين أبلغ آخرون عن ومضات برتقالية وحمراء، بالإضافة إلى اللونين الأبيض والأزرق الأكثر شيوعاً.

### الأشكال
شملت الأشكال الرئيسية للومضات «بقعاً» (أو «نقاطاً»)، و«نجوماً» (أو «انفجارات المستعر الأعظم»)، و«خطوطاً» (أو «شرائط»)، و«انفاخات» (أو «غيوم»)، و«مذنبات». شوهدت هذه الأشكال بترددات مختلفة بين رواد الفضاء. خلال الرحلات القمرية، أفاد رواد الفضاء برؤية «البقع» و«النجوم» في 66% من الحالات، و«الخطوط» في 25% من الحالات، و«الخطوط» في 8% من الحالات. أبلغ رواد الفضاء الذين شاركوا في مهمات أخرى عن رؤية «أشكال ممدودة». أفاد نحو 40% من رواد الفضاء المشاركين في الاستطلاع عن رؤية «شريط» أو عدة «شرائط»، وأبلغ نحو 20% عن رؤية «مذنب» أو عدة «مذنبات». أفاد 17% من رواد الفضاء برؤية «نقطة واحدة» ولم يُفد سوى القليل برؤية عدة «نقاط» و«انتفاخات» و«مستعر أعظم».